# Richard Stern (Unternehmer)
Richard Stern (geboren am 22. Februar 1899 in Weilerswist; gestorben am 19. Dezember 1967 in Allentown (Pennsylvania), USA) war ein deutscher Unternehmer, der im Jahre 1939 aufgrund der Judenverfolgung aus Deutschland in die Vereinigten Staaten auswanderte. Er wurde dadurch bekannt, dass er sich öffentlich gegen den Boykott der Nationalsozialisten gegen jüdische Geschäfte zur Wehr setzte.

## Leben
Stern absolvierte nach dem Schulabschluss an einer israelitischen Schule eine kaufmännische Ausbildung. Mit 18 Jahren wurde er eingezogen, kämpfte im Ersten Weltkrieg als Maschinengewehrschütze in Russland und an der Westfront und wurde mit dem Eisernen Kreuz II. Klasse ausgezeichnet.
Nach dem Krieg arbeitete er als Angestellter und unterstützte ab 1924 seinen Vater in dessen Kölner Geschäft für Bett- und Polsterwaren am Marsilstein 20, das er 1928 ganz übernahm.
Richard Stern war Mitglied im Reichsbund jüdischer Frontsoldaten, dessen Ziel die Abwehr antisemitischer Tendenzen unter Berufung auf den Einsatz von 85.000 deutschen Juden im Ersten Weltkrieg war.

### Protest gegen den NS-Boykott jüdischer Geschäfte

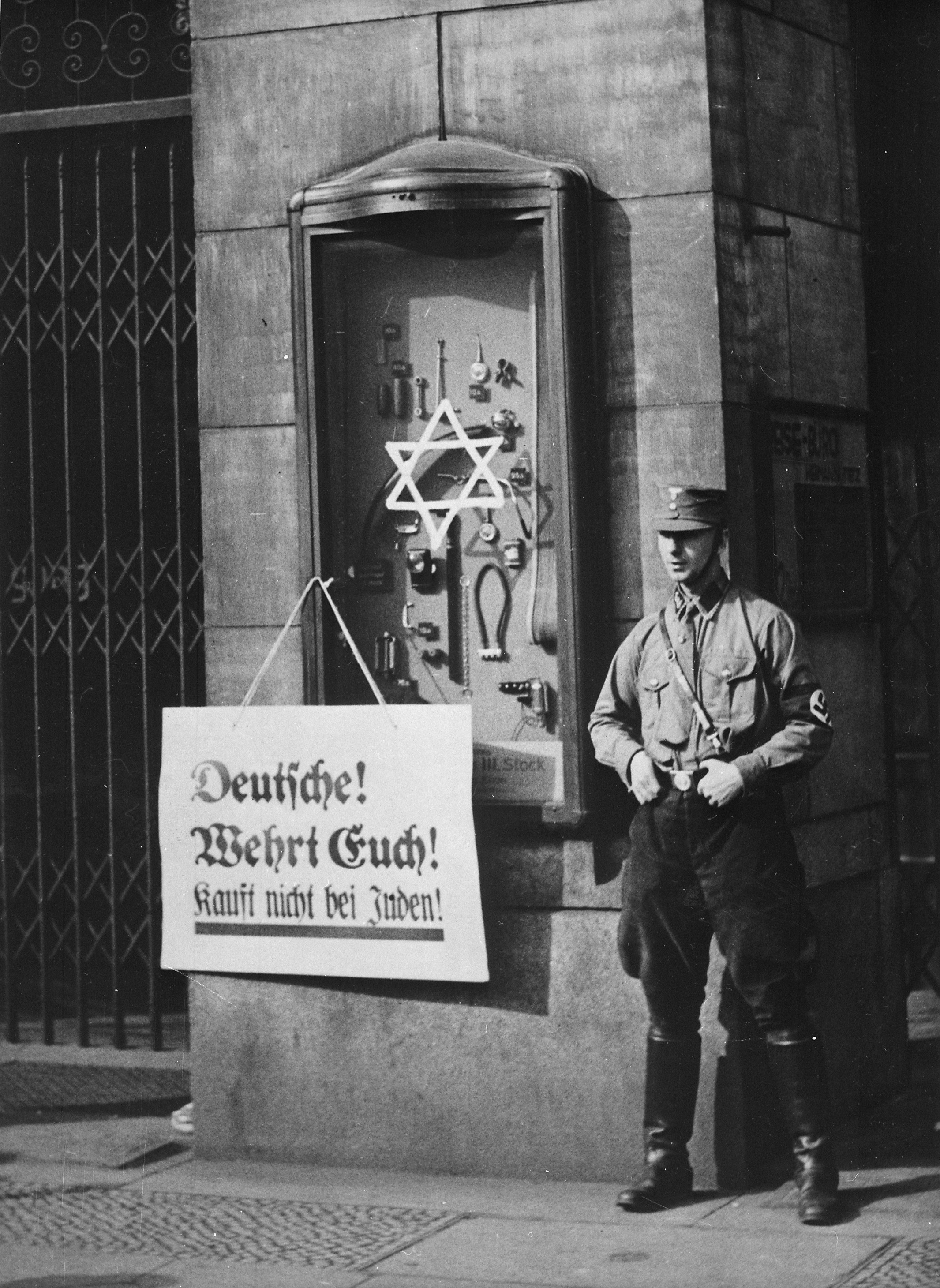
Boykott jüdischer Geschäfte in Berlin am 1. April 1933

Der von Reichspropagandaminister Goebbels für den 1. April 1933 angekündigte und von Julius Streicher geplante „Judenboykott“ wurde überall in Deutschland von lokalen NS-Organisationskomitees vorbereitet. Nach genauen Anweisungen sollten uniformierte und teils auch bewaffnete Posten von NS-Organisationen vor jüdischen Geschäften, Arzt- und Anwaltspraxen postiert werden und dort Kunden den ganzen Tag lang daran hindern, diese zu betreten. Zusätzlich wurden Spruchbänder und Schilder mit- und angebracht, die zum Boykott der Geschäfte aufriefen und auch zur Meidung jüdischer Dienstleister aufriefen. Wer dies als Kunde missachtete, musste mit einer Feststellung seiner Personalien oder mit einer Fotografie seines Verhaltens rechnen. Es kam auch zum Einsatz von Gewalt gegen Kunden und gegen jüdische Geschäftsleute. Nicht wenige wurden, wie der Kölner Metzgermeister Arnold Katz und sein Sohn Benno, mit schmähenden Schildern behangen und von Uniformierten durch die Straßen getrieben.
Richard Stern ließ nach der Ankündigung des Boykotts ein selbstverfasstes Flugblatt drucken und verteilen, in dem er unter Berufung auf das hohe Ansehen, das die Frontsoldaten auch unter den Nazis in preußischer Tradition genossen, gegen den Boykott protestierte und an die Solidarität der Kölner appellierte. In dem Flugblatt wies er ausdrücklich und selbstbewusst auf die Verdienste jüdischer Frontsoldaten des Ersten Weltkrieges hin. Unter der Überschrift „An alle Frontkameraden und Deutsche“ neben einem großen Eisernen Kreuz zitierte er einleitend die Aussage Adolf Hitlers, Wilhelm Fricks und Hermann Görings:
„Wer im III. Reich einen Frontsoldaten beleidigt, wird mit Zuchthaus bestraft“.
Dann beschrieb er seinen eigenen Einsatz sowie den seines Bruders und Vaters im Krieg und fragte, ob er sich als „guter Deutscher“ derartig beschimpfen lassen müsse und ob „der Deutsche Jude nunmehr ein Mensch II. Klasse geworden [sei], den man nur noch als Gast in seinem Vaterland duldet?“ Er bezeichnete den Boykott als „Schändung des Andenkens von 12.000 gefallenen Frontsoldaten jüdischen Glaubens“ und „Beleidigung für jeden anständigen Bürger“ und gab abschließend der Hoffnung auf „Zivilcourage“ seitens der Kölner Ausdruck. Er unterzeichnete als „Der ehemalige Frontkämpfer Richard Stern“ mit seiner vollen Anschrift.
Am 1. April 1933 öffnete er trotz des Boykotts sein Geschäft und stellte sich mit seinem Eisernen Kreuz am Revers gut sichtbar in den Eingang neben den SA-Posten, der vor dem Laden aufgestellt war. Im Verlauf des Tages wurde Stern verhaftet, kam aber noch am Abend wieder frei, nachdem sich ein Bekannter für ihn eingesetzt hatte.
Stern war nicht der einzige, der sich offen gegen die beginnenden Unterdrückungsmaßnahmen des NS-Regimes wehrte. Auch von anderen Ladenbesitzern, die in verschiedenen Orten mit Kriegsauszeichnungen ihr „wehrhaftes Deutschtum“ demonstrierten, wird berichtet. Sterns Aktion wurde jedoch durch ein dabei aufgenommenes Foto besonders bekannt.
Stern selbst blieb die Ernüchterung über den Umgang des neuen Deutschlands „mit Demokraten (...), vor allem, wenn sie Juden waren“.

## Flucht und Emigration
Als der Verfolgungsdruck der Nationalsozialisten weiter zunahm und auch Sterns Geschäft vom Novemberpogrom des Jahres 1938 betroffen war, gelang ihm 1939 die Ausreise in die USA. Dort kämpfte er ab 1942 für die Streitkräfte der Vereinigten Staaten und wurde in Europa eingesetzt. Als Sergeant war er 1945 kurzzeitig wieder in Köln, wo er erfuhr, dass nicht weniger als 53 seiner Familienangehörigen deportiert und ermordet worden waren.
In den USA war er nach Anstellungen als Arbeiter und Geschäftsführer schließlich wieder als selbständiger Unternehmer tätig. Er verstarb dort 1967.